# Anton Neuß
Anton Neuß, auch Anton Neuss (* 15. Februar 1885 in Aachen; † 14. Februar 1957 in Kleve) war ein deutscher Reichsgerichtsrat.

## Leben
Sein Vater war der Direktor des Aachener Realgymnasiums. Er war katholisch. Der Kirchenhistoriker Wilhelm Neuß (1880–1965) war sein Bruder. Er studierte Rechtswissenschaften in Freiburg, München, Münster und Bonn. Neuss legte 1905 die erste Staatsprüfung mit „gut“ ab, die zweite 1911 mit „gut“. Er wurde im selben Jahr Assessor am Amtsgericht Essen. 1912 wurde er Hilfsrichter beim Landgericht Aachen. 1913 wurde er Amtsgerichtsrat beim Amtsgericht Merzig. 
Er nahm am Ersten Weltkrieg zuletzt im Rang eines Oberleutnants teil. Im September 1918 heiratete er, wurde aber bereits am 2. November Witwer. Juli 1919 wurde er in Bonn Landrichter und im Jahr darauf dort Landgerichtsrat. Mitte Oktober 1923 wurde er zum Oberlandesgerichtsrat in Köln befördert. Von 1923 bis 1939 hatte er einen Lehrauftrag für Bürgerliches Recht an der Bonner Universität. An das Reichsgericht kam er 1938 als Hilfsarbeiter. 1939 wurde er zum Reichsgerichtsrat ernannt und gehörte dem Gericht bis 1945 an. Er war im IV. Strafsenat und V. Zivilsenat des Reichsgerichts tätig.